# Waldemar Modzelewski
Waldemar Modzelewski (ur. 11 stycznia 1967 w Zambrowie) – polski rolnik, przedsiębiorca, poseł na Sejm I kadencji.

## Życiorys
Ukończył Technikum Rolnicze w Zambrowie w 1986.
W wyborach w 1991 uzyskał mandat posła na Sejm I kadencji. Został wybrany w okręgu ciechanowsko-łomżyńsko-ostrołęckim z listy Wyborczej Akcji Katolickiej. Był członkiem Klubu Parlamentarnego Zjednoczenia Chrześcijańsko-Narodowego. Zasiadał w Komisji Rolnictwa i Gospodarki Żywnościowej. Nie ubiegał się o reelekcję i wycofał z działalności politycznej. Zajmuje kierownicze stanowiska w spółkach prawa handlowego działających w branży rolniczej.